# Temporada de furacões no oceano Atlântico de 2002
A temporada de furacões no oceano Atlântico de 2002 começou oficialmente em 1 de Junho de 2002 e terminou em 30 de Novembro de 2002. Estas datas delimitam convencionalmente o período de cada ano quando a maioria dos ciclones tropicais formam-se na bacia do Atlântico. Em contraste com furacões notáveis, tais como Isidore e Lili, a temporada foi relativamente calma, devido as condições desfavoráveis causadas por estar numa época com o El Niño ativo. Assim como acontece em anos quando o El Niño está ativo, o ciclogênese tropical fica suprimido para áreas ao sul da latitude 25°N, sendo que apenas três das doze tempestades nomeadas formaram-se ao sul daquele paralelo. A atividade tropical também encerrou-se cedo, sendo que nenhuma tempestade tropical formou-se após 21 de Setembro - uma ocorrência rara. No entanto, a temporada foi muita ativa durante o mês de Setembro e empata com a temporada de 2007 quanto ao número de tempestades nomeadas durante o mês de Setembro, com oito sistemas nomeados.
Tempestades notáveis durante a temporada de 2002 incluem o furacão Isadora, o furacão Kyle e o furacão Lili. Isadora fez landfall em três ocasiões; uma vez no oeste de Cuba perto de Cabo Frances, a outra na Península de Iucatã perto de Mérida, México e finalmente fazendo seu último landfall em Grand Isle, Luisiana, Estados Unidos. O furacão Kyle não foi particularmente intenso (alcançando apenas a força de um furacão de categoria 1 na escala de furacões de Saffir-Simpson), mas tornou-se o quarto ciclone tropical atlântico de mais longa duração quando o sistema movia-se erraticamente sobre o Atlântico por cerca de três semanas. Lili foi o furacão mais mortífero da temporada, sendo que 13 fatalidades foram atribuídas ao sistema.

## Sistemas

### Furacão Gustav
O furacão Gustav foi um furacão de categoria 2 que deslocou-se paralelo à costa leste dos Estados Unidos em setembro de 2002 durante a temporada de furacões no oceano Atlântico de 2002. Foi a sétima tempestade com nome e o primeiro furacão da temporada. Inicialmente uma depressão subtropical ao norte das Bahamas, Gustav passou ligeiramente para o leste de Outer Banks da Carolina do Norte como uma tempestade tropical antes de se mover para o nordeste e fazer dois desembarques no Canadá Atlântico como uma furacão de categoria 1. A tempestade foi responsável por uma morte e US $ 100.000 em danos, principalmente na Carolina do Norte. A interação entre Gustav e um sistema não tropical produziu ventos fortes que causaram um adicional de $ 240.000 (2002 USD) em danos na Nova Inglaterra, mas esses danos não foram atribuídos diretamente ao furacão.

### Furacão Isidore
O Furacão Isidore esteve ativo entre 14 a 27 de setembro de 2002 foi considerado de categoria 3 pela Escala de Furacões de Saffir-Simpson com ventos de 120 mph (190 km/h) afetando Cuba, Península de Iucatã e Luisiana (Estados Unidos).
Isidore chegou na Jamaica dia 17 de setembro ainda sendo um tempestade tropical somente dia 19 de setembro tornou-se um furacão com ventos de 100 mph indo em direção a ilha de Cuba. Dia 20 chegou ao Cabo Frances provocando algum estrago.
Doze horas depois de Cuba, o furacão chegou a Península de Yucatan alcançando a intensidade de 120 mph. Dia 26 chegou a Luisiana (Estados Unidos). Enfraqueceu a uma depressão tropical e com chuvas pesadas, chegou a Pensilvânia dia 27 de setembro e dissipou-se.
O Furacão Isidore deu um prejuízo de 350 milhões de dólares e provocou 7 mortes por onde passou.

### Furacão Kyle
Furacão Kyle foi um furacão vindo das Bermudas em 20 de setembro de 2002. O Kyle foi se movendo lentamente e se fortalecendo, alcançou força de furacão em 25 de setembro, mas enfraqueceu em 28 de setembro.
Finalmente, em 11 de outubro, Kyle alcançou a terra e fez sua primeira destruição próximo a McClellanville, Carolina do Sul. A segunda destruição foi no litoral da Carolina do Norte no mesmo dia. O Kyle continuou a se mover fundindo-se com uma frente fria em 12 de outubro.
Kyle causou um estrago relativamente pequeno, aproximadamente $5 milhões de dólares e 1 morte registrada.

### Furacão Lili
Furacão Lili foi ativo de 21 de setembro a 4 de outubro de 2002, entre o Caribe e Luisiana houve 13 mortes. Lili foi de Categoria 4 pela Escala de Furacões de Saffir-Simpson com ventos de 145 mph (230 km/h) e causou mais de 900 mil dólares de prejuízos.

## Nomes das tempestades
Os nomes seguintes foram usados para dar nomes a tempestades que se formam em 2002 no oceano Atlântico. Esta é a mesma lista usada na temporada de 1996, exceto por Cesar, Fran e  Hortense, que foram substituídos por Cristobal, Fay e Hanna.
| - Arthur - Bertha - Cristobal - Dolly - Edouard - Fay - Gustav | - Hanna - Isidore - Josephine - Kyle - Lili - Marco (sem usar) - Nana (sem usar) | - Omar (sem usar) - Paloma (sem usar) - Rene (sem usar) - Sally (sem usar) - Teddy (sem usar) - Vicky (sem usar) - Wilfred (sem usar) |

Devidos aos impactos causados pelos furacões Isidore e Lili, seus nomes foram retirados e substuídos por Ike e Laura, que foram usados na temporada de 2008.

## Efeitos sazonais
A seguinte tabela lista todas as tempestades que se formaram na temporada de furacões no Atlântico de 2002. Inclui a sua duração, nomes, desembarque(s) –denotado por nomes de localização a negrito – danos, e totais de mortes. As mortes entre parênteses são adicionais e indiretas (um exemplo de morte indireta seria um acidente de trânsito), mas ainda estavam relacionadas a essa tempestade. Danos e mortes incluem totais enquanto a tempestade era extratropical, uma onda, ou uma baixa, e todos os números de danos são em dólares de 2002.

| Escala de Furacões de Saffir-Simpson |    |    |   |   |   |   |   |
| DT                                   | TS | TT | 1 | 2 | 3 | 4 | 5 |

| Arthur                | 14 de julho – 16            | Tempestade tropical | 95 (60)   | 997  | Sudoeste dos Estados Unidos                                                                              | Menor              | 1       |  |
| Bertha                | 4 de agosto – 9             | Tempestade tropical | 65 (40)   | 1007 | Mississippi                                                                                              | $200,000           | 1       |  |
| Cristobal             | 5 de agosto – 8             | Tempestade tropical | 85 (50)   | 999  | Bermudas, Nova Iorque                                                                                    | Menor              | 0 (3)   |  |
| Dolly                 | 29 de agosto – setembro 4   | Tempestade tropical | 95 (60)   | 997  | Nenhum                                                                                                   | Nenhum             | Nenhum  |  |
| Edouard               | 1 de setembro – 6           | Tempestade tropical | 100 (65)  | 1002 | Flórida                                                                                                  | Menor              | Nenhum  |  |
| Fay                   | 5 de setembro – 8           | Tempestade tropical | 95 (60)   | 998  | Texas, Norte México                                                                                      | $4.5 milhões       | Nenhum  |  |
| Sete                  | 7 de setembro - 8           | Depressão tropical  | 55 (35)   | 1013 | Nenhum                                                                                                   | Nenhum             | Nenhum  |  |
| Gustav                | 8 de setembro - 12          | Furacão categoria 2 | 155 (100) | 960  | Carolina do Norte, Virgínia, Nova Jérsia, Nova Inglaterra                                                | $340,000           | 1 (3)   |  |
| Hanna                 | 12 de setembro - 15         | Tempestade tropical | 95 (60)   | 1001 | Flórida, Louisiana, Alabama, Mississippi, Geórgia, Sudeste dos Estados Unidos, Estados do Meio Atlântico | $20 milhões        | 3       |  |
| Isidore               | 14 de setembro - 27         | Furacão categoria 3 | 125 (205) | 934  | Venezuela, Jamaica, Ilhas Cayman, Cuba, Península de Iucatã, Louisiana, Mississippi                      | $1.28 mil milhões  | 19 (3)  |  |
| Josephine             | setembro 17 - 19            | Tempestade tropical | 65 (40)   | 1006 | Nenhum                                                                                                   | Nenhum             | Nenhum  |  |
| Kyle                  | 20 de setembro - outubro 12 | Furacão categoria 1 | 140 (85)  | 980  | Bermudas, Flórida, Geórgia, Carolina do Sul, Carolina do Norte, Ilhas Britânicas                         | $5 milhões         | 0 (1)   |  |
| Lili                  | 21 de setembro - outubro 4  | Furacão categoria 4 | 230 (145) | 938  | Ilhas de Barlavento, Haiti, Cuba, Ilhas Cayman, Louisiana                                                | $1.16 mil milhões  | 13 (2)  |  |
| Catorze               | 14 de outubro - 16          | Depressão tropical  | 55 (35)   | 1002 | Jamaica, Ilhas Cayman, Cuba                                                                              | Menor              | Nenhum  |  |
| Agregado da temporada |                             |                     |           |      | |                    |         |  |
| 14 sistemas           | 14 de julho – outubro 16    |                     | 230 (145) | 934  | | $2.470 mil milhões | 38 (15) |  |